# VNAV
Na aviação, VNAV (abreviação de vertical navigation; em português navegação vertical) é uma informação de rampa de descida durante uma aproximação por instrumentos, independente de auxílios de navegação em solo. Um sistema de navegação a bordo das aeronaves exibem uma trajetória de descida com uma razão constante até os mínimos (altitude/altura mínima que a aeronave pode descer com segurança). A trajetória de aproximação é computada a partir da altitude inicial da aeronave até o ponto onde a altitude é a mínima, que pode ser um waypoint com restrição de altitude, a própria pista ou o ponto de aproximação perdida.

## Visão geral
Um sistema de gerenciamento de voo (FMS) utiliza ou a trajetória baseada no desempenho da aeronave ou uma trajetória geométrica. A trajetória baseada no desempenho é calculada baseado na altitude inicial até o primeiro waypoint que possua restrição de altitude, usando potência em idle (equipara-se a marcha lenta em veículos terrestres) ou próxima dela. Este modelo também é conhecido como trajetória de descida em idle, na velocidade ECON (velocidade de maior economia de combustível) em alguns tipos específicos de aeronaves. A trajetória geométrica possui uma menor razão de descida e normalmente não está em idle. Esta utiliza um ângulo de descida vertical ou o cálculo de trajetória entre waypoints que possuam restrição de altitude.:3-5,3-6
Aproximações RNAV combinam os equipamentos de navegação VNAV com os equipamentos de navegação LNAV (lateral navigation; em português navegação lateral) para fornecer uma trajetória tanto lateral como vertical. A trajetória vertical pode ser baseada em sistemas de GPS (WAAS) ou um sistema Baro-VNAV (VNAV barométrico). O FMS fornece então as informações de controles de voo e de potência necessários para cumprir a trajetória pretendida.:3-6
A informação de VNAV em uma carta de aproximação por instrumentos inclui o fixo de aproximação final (FAF), a altitude de cruzamento do FAF, um ângulo de descida vertical (VDA), a cabeceira da pista de pouso como um segundo ponto, a altura de cruzamento da cabeceira (TCH) e por vezes um ponto de descida visual (VDP). Um piloto utiliza a VDA e sua velocidade de solo para calcular a razão de descida (a partir de uma tabela pré-definida), sendo então utilizado o variômetro para controlar esta razão.:4-22,4-23
Aeronaves já aprovadas para mínimos LNAV/VNAV incluem o Boeing 737NG, 767, 777, o Airbus A300 e alguns ATRs.:4-26

## Baro-VNAV
O Baro-VNAV é um sistema RNAV que utiliza o altímetro da aeronave para calcular e mostrar a trajetória vertical. A trajetória pode ser geométrica entre dois waypoints ou baseado em um ângulo a partir de um único waypoint. Os procedimentos Baro-VNAV incluem uma limitação de temperatura máxima e mínima. Caso ultrapassem estes limites, compensações de temperatura devem ser utilizadas.:4-31